# Колодязянська сільська рада
Колодязя́нська сільська́ ра́да — адміністративно-територіальна одиниця та орган місцевого самоврядування у Красногвардійському районі Автономної Республіки Крим. Адміністративний центр — село Колодязне.

## Загальні відомості
- Населення ради: 2 173 особи (станом на 2001 рік)

## Населені пункти
Сільській раді були підпорядковані населені пункти:
- с. Колодязне
- с. Докучаєве
- с. Пологи

## Склад ради
Рада складалася з 16 депутатів та голови.
- Голова ради: Корольов Володимир Васильович
- Секретар ради: Відакас Любов Миколаївна

### Керівний склад попередніх скликань
| Прізвище, ім'я, по батькові   | Основні відомості                                                                       | Дата обрання | Дата звільнення |
| ----------------------------- | --------------------------------------------------------------------------------------- | ------------ | --------------- |
| Штепа Лілія Федорівна         | Сільський голова, 1966 року народження, позапартійна                                    | 26.03.2006   | 31.10.2010      |
| Комишнюк Анатолій Петрович    | Сільський голова, 1959 року народження, освіта середня спеціальна, член Партії регіонів | 31.10.2010   | 09.09.2012      |
| Корольов Володимир Васильович | Сільський голова, 1964 року народження, освіта вища, член Партії регіонів               | 09.09.2012   |                 |

Примітка: таблиця складена за даними сайту Верховної Ради України

### Депутати
За результатами місцевих виборів 2010 року депутатами ради стали:

#### За суб'єктами висування
| Суб'єкт висування                 | Кількість обраних депутатів | %    |
| --------------------------------- | --------------------------- | ---- |
| Самовисування                     | 11                          | 68,8 |
| Політична партія «Руська Єдність» | 5                           | 31,3 |

#### За округами
| № округу                          | Прізвище, ім'я, по батькові    | Дата визнання обраним | Освіта  | Партійна приналежність                  | Відомості про обраного депутата         |
| --------------------------------- | ------------------------------ | --------------------- | ------- | --------------------------------------- | --------------------------------------- |
| Політична партія «Руська Єдність» |                                |                       |         |                                         |                                         |
| 1                                 | Круглова Валентина Миколаївна  | 02.11.2010            | середня | член Політичної партії «Руська Єдність» | тимчасово не працює                     |
| 2                                 | Відакас Любов Миколаївна       | 02.11.2010            | середня | член Політичної партії «Руська Єдність» | Колодязянська сільська рада, секретар   |
| 4                                 | Станчиць Тетяна Іванівна       | 02.11.2010            | середня | член Політичної партії «Руська Єдність» | ПП «Станчиць»                           |
| 8                                 | Воропаєва Ірина Анатоліївна    | 02.11.2010            | середня | член Політичної партії «Руська Єдність» | Колодязянська амбулаторія, лаборант     |
| 10                                | Лущан Валентина Іванівна       | 02.11.2010            | середня | член Політичної партії «Руська Єдність» | тимчасово не працює                     |
| Самовисування                     |                                |                       |         |                                         |                                         |
| 3                                 | Дубровіна Галина Андріївна     | 02.11.2010            | середня | позапартійна                            | Колодязянська сільська рада, касир      |
| 5                                 | Муравіцький Едуард Васильович  | 02.11.2010            | вища    | позапартійний                           | тимчасово не працює                     |
| 6                                 | Пономарьов Василь Юрійович     | 02.11.2010            | вища    | позапартійний                           | фермерське господарство, фермер         |
| 7                                 | Маракін Геннадій Валерійович   | 02.11.2010            | середня | позапартійний                           | приватне підприємство                   |
| 9                                 | Горошко Зарема Мустафаївна     | 02.11.2010            | середня | член Партії регіонів                    | Колодязянский дитячий садок, вихователь |
| 11                                | Трандах Віра Анатоліївна       | 02.11.2010            | середня | член Партії регіонів                    | Красногвардійська ЦСП № 4, поштарка     |
| 12                                | Бухановський Андрій Сергійович | 02.11.2010            | середня | член Партії регіонів                    | тимчасово не працює                     |
| 13                                | Дурсунов Рустем Мустафайович   | 02.11.2010            | середня | позапартійний                           | фірма"ТЕС"., помічник оператора АЗС     |
| 14                                | Тишкевич Раіса Вікторівна      | 02.11.2010            | середня | член Партії регіонів                    | тимчасово не працює                     |
| 15                                | Барієв Енвєр Серверович        | 02.11.2010            | середня | позапартійний                           | тимчасово не працює                     |
| 16                                | Краснощокова Олена Анатоліївна | 02.11.2010            | середня | позапартійна                            | тимчасово не працює                     |